# 裏窓
『裏窓』（うらまど、Rear Window）は、1954年のアメリカ合衆国のサスペンス映画。監督はアルフレッド・ヒッチコック、出演はジェームズ・ステュアートとグレース・ケリーなど。コーネル・ウールリッチ（ウィリアム・アイリッシュ）による同名の短編小説（原題は『It Had to Be Murder』）を原作とし、事故で車椅子生活を送る男がアパートの部屋の裏窓から目撃した事件の顛末を描いている。現在、パブリックドメインとなっている。AFIが選出した「アメリカ映画ベスト100」では42位にランクインした。
スティーヴン・ジェイ・シュナイダーの『死ぬまでに観たい映画1001本』に掲載されている。

## ストーリー
プロの写真家 L.B.・"ジェフ"・ジェフリーズは、撮影中の事故による足の骨折から回復中で、マンハッタンのグリニッジビレッジにあるアパートで車椅子の生活を余儀なくされている。彼の後ろの窓からは中庭やアパートの他の部屋が見える。激しい熱波が続く中、彼は少しでも涼しくするために窓を開けたままにしている隣人たちを双眼鏡で観察して楽しんでいる。観察の対象には、ジェフが「ミス・ロンリーハーツ」とあだ名を付けている孤独な女性、新婚夫婦、ピアニスト、「ミス・トルソ」とあだ名を付けた美しいダンサー、花畑を掘り返すのが好きな小型犬を飼っている中年夫婦、そして寝たきりの妻を持ち宝石の行商を行っているラース・ソーワルドなどがいる。
ジェフのところには、社交界の華で恋人であるリサ・フリーモントと看護師のステラが定期的に訪れて来る。ステラはジェフの身体をマッサージしながら、恋人のリサと早く結婚しなさいと言うが、ジェフは裕福なリサと自分とでは住む世界が違うと考えている。夜になるとリサが訪ねてくる。デリバリーされた豪華な夕食をとりながらリサはジェフの取材旅行に自分もついて行きたいと話すが、ジェフはリサが開発途上国などでの過酷な旅に耐えられるはずがないと返事をし、リサは気落ちして去る。
リサと口論したある夜、ジェフはアパートに1人でいると、「やめて！」という女性の叫び声とガラスの割れる音が聞こえた。その夜遅く、雷雨の中、彼はソーワルドがスーツケースを持って何度も外出するのを見る。その後、ジェフが居眠りしている最中、ソーワルドは女性を連れてアパートを出る。翌朝、ジェフはソーワルドの妻がいないことに気づき、また、ソーワルドが大きなナイフと手鋸をきれいにしているのを見る。ソーワルドはまた、引越し業者に大きなトランクを持って行かせた。ジェフはソーワルドが妻を殺害したと確信し、リサとステラにそのことを話す。2人は初めはジェフの話に耳を貸そうとしなかったが、ジェフと一緒にソーワルドの様子を見ているうちに怪しいと思うようになり、3人は協力して真相を暴こうとし始める。ジェフは友人で戦友でもあるニューヨーク市警察の刑事トム・ドイルに電話し、ソーワルドについての捜査を依頼する。ドイルは何も不審な点を見つけることが出来ない。そしてソーワルド夫人は州北部に滞在しているようである。
その後、花畑を掘り返すのが好きな小型犬が死んでいるのが発見される。取り乱した飼主が叫び、ソーワルドを除いて全員が窓に駆け寄る。ソーワルドは暗いアパートで静かに座って葉巻を吸っている。ソーワルドが犬を殺したことを確信したジェフは、ステラとリサが不在中に色々と調べられるよう、ソーワルドを外に誘い出すための嘘の電話をかける。彼は、ソーワルドが花壇に何かを埋め、犬がそれを掘り出そうとしたので殺したと考える。ソーワルドが外出した後、リサとステラは花壇を掘り返すが、何も見つからない。
ジェフが凄いなと驚いたことに、リサはソーワルドのアパートへの非常階段を登り、開いた窓から室内に侵入する。ジェフとステラは、ミス・ロンリーハーツが薬を取り出してメモを書いているのを見て、彼女が自殺を図ろうとしていると思い、気が散って仕方が無い。2人は警察に通報しようとするが、通報する前にミス・ロンリーハーツは動作を止め、ピアニストの音楽を聞くために窓を開ける。そしてソーワルドが戻ってきてしまい、リサが室内にいることを発見する。ジェフはソーワルドが彼女を殺そうとしているのが分かる。彼は警察に電話し、正に起ころうとしている殺人について通報する。警察が到着し、ソーワルドがリサがアパートに侵入したことを示すと、警察はリサを逮捕する。ジェフは、その時リサがソーワルド夫人の結婚指輪を付けた自分の指を秘かに指すのを見る。ソーワルドもこれに気付き、彼女が誰かに合図していることを知り、中庭越しの部屋にいるジェフを見つけ、ジェフが自分の犯行を知っていることに気付く。
ジェフはドイルに電話して緊急のメッセージを残し、ステラはリサの保釈手続きをしに外出する。電話が鳴ると、ジェフはドイルだと思い込み、容疑者が出て行ったと口走ってしまう。返答が無いので、彼はソーワルドからの電話ではないかと疑う。ソーワルドはジェフの暗い部屋に侵入し、ジェフはソーワルドの目を眩ますためにカメラのフラッシュを何度もたく。ソーワルドはジェフを窓から突き落とすが、ジェフはしがみついて助けを求める。警察がジェフの部屋に入り、ジェフは落下するが、下にいた警官が彼を抱き留める。ソーワルドは警察に妻を殺害したことを自供する。
数日後、アパートには日常が戻る。犬を殺された夫婦は新しい子犬を手に入れ、新婚夫婦は初めての口論をし、ミス・トルソのボーイフレンドが軍隊から戻ってきて、ミス・ロンリーハーツはピアニストと付き合い始め、そしてソーワルドの部屋は改装中である。 ジェフは両足にギブスを装着し、車椅子で休んでいる。彼の隣で、リサは「ヒマラヤを越えて」という題名の本を読んでいる。ジェフが寝ているのを見て、リサは嬉しそうにファッション雑誌を開く。

## キャスト
| 役名                 | 俳優                     | 日本語吹替          | 日本語吹替                                | 日本語吹替             | 日本語吹替  |
| 役名                 | 俳優                     | テレビ朝日版        | ソフト版                                  | 機内上映版1            | 機内上映版2 |
| -------------------- | ------------------------ | ------------------- | ----------------------------------------- | ---------------------- | ----------- |
| L・B・ジェフリーズ   | ジェームズ・スチュアート | 小川真司            | 小川真司                                  | 羽佐間道夫             |             |
| リザ・フレモント     | グレース・ケリー         | 武藤礼子            | 日野由利加                                | 土井美加               | 鈴木弘子    |
| トム・ドイル         | ウェンデル・コーリイ     | 横内正              | 野島昭生                                  | 中庸助                 |             |
| ステラ               | セルマ・リッター         | 初井言榮            | 谷育子                                    | 京田尚子               |             |
| ラーズ・ソーワルド   | レイモンド・バー         | 富田耕生            | 大川透                                    | 藤本譲                 |             |
| ロンリーハート夫人   | ジュディス・イヴリン     | 翠準子              |                                           | 浅井淑子               |             |
| ソングライター       | ロス・バグダサリアン     | 玄田哲章            |                                           | 小室正幸               |             |
| トルソ夫人           | ジョージン・ダーシー     | 土井美加            | 御沓優子                                  | 勝生真沙子             |             |
| 犬を飼う夫人         | サラ・ベルナー           | 佳川紘子            |                                           | 滝沢ロコ               |             |
| 犬を飼う夫人の夫     | フランク・キャディ       | 緒方賢一            |                                           | 伊井篤史               |             |
| ヒアリングエイド夫人 | ジェスリン・ファックス   | 京田尚子            |                                           | 巴菁子                 |             |
| 新婚夫婦             | ランド・ハーパー         | 大塚芳忠            |                                           | 曽我部和恭             |             |
| 新婚夫婦             | ハヴィス・ダヴェンポート | 榊原良子            |                                           | 井上喜久子             |             |
| ソーワルド夫人       | アイリーン・ウィンストン | 前田敏子            | 最所美咲                                  | 横尾まり               |             |
| カール               | ラルフ・スマイリー       | 秋元羊介            | 板取政明                                  | 池田勝                 |             |
| ガニソン編集長       | ギグ・ヤング             | 池田勝              |                                           | 池田勝                 |             |
| 不明 その他          | N/A                      | 高瀬淑子 島香裕     | 真矢野靖人 及川ナオキ 宮沢きよこ 西村太佑 | 島香裕 好村俊子 嶋俊介 |             |
| 日本語版スタッフ     |                          |                     |                                           |                        |             |
| 演出                 | 演出                     | 山田悦司            | 市来満                                    | 伊達康将               |             |
| 翻訳                 | 翻訳                     | 額田やえ子          | 植田尚子                                  | 岩佐幸子               |             |
| 録音 調整            | 録音 調整                | 東上別府精 飯塚秀保 | 小出善司 青木臨                           |                        |             |
| 効果                 | 効果                     | PAG                 | N/A                                       | N/A                    | N/A         |
| プロデューサー       | プロデューサー           | 猪谷敬二            |                                           |                        |             |
| 制作                 | 制作                     | グロービジョン      | 映画公論社                                | 東北新社               |             |

- テレビ朝日版：初回放送・1986年10月19日『日曜洋画劇場』21:02-23:09
- ソフト版：2012年11月2日発売の「ヒッチコック・ブルーレイ・プレミアム・コレクション」に初収録。
- 機内上映版1：JALにて上映。2025年1月5日にスターチャンネルで初放送。※ノーカット
- 機内上映版2：1984年にJALにて上映[6]。

## 作品の評価

### 映画批評家によるレビュー
Rotten Tomatoesによれば、批評家の一致した見解は「ヒッチコックはこの傑作でサスペンスの才能を存分に発揮した。」であり、134件の評論のうち高評価は99%にあたる132件で、平均点は10点満点中9.2点となっている。Metacriticによれば、18件の評論の全てが高評価で平均点は100点満点となっている。
ニューヨーク・タイムズのボズリー・クロウザーは、この映画を「緊張感と興奮に満ちた作品」と評し、ヒッチコック監督を「パンチへの盛り上がりが最大限で、綿密に仕組まれた欺瞞と、観客を楽しませるための出来事が最大限に盛り込まれた」監督だと評した。クロウザーはまた、「ヒッチコック氏の映画は『重要』ではない。人間や人間性について語ることは表面的で軽薄だが、都市生活の孤独の多くの側面を露呈し、病的な好奇心の衝動を暗黙のうちに示している。その目的はセンセーショナルな演出であり、それは細部の色彩豊かさと、終盤の脅威の洪水によって概ね実現されている」と指摘した。 バラエティ誌は、この映画を「アルフレッド・ヒッチコックの優れたスリラーの一つ」と評し、「技術的スキルと芸術的スキルを巧みに組み合わせ、並外れて優れた殺人ミステリー・エンターテイメント作品にしている」と評した。この映画は1955年のカイエ・デュ・シネマ誌の年間トップ10映画リストで5位にランクされた。 
タイム誌は本作を「アルフレッド・ヒッチコック監督作品の中で（ 『三十九夜』に次いで）おそらく2番目に面白い作品」であり、「ヒッチコック監督が素材を緻密かつ巧みにコントロールしていない瞬間などない」と評した。また、同評論家は「時折、意図的な趣味の逸脱、そしてさらに重要なのは、ヒッチコックの観客が、まるで運命づけられているかのように綿密に予測された反応を示すという不気味な感覚」にも言及した。 ハリソンズ・リポート誌は本作を「一流のスリラー」と評し、「厳密には大人向けの娯楽作品だが、人気が出るはずだ」と付け加えた。さらに、「巧みな会話と、緊張を和らげる楽しいコメディとロマンスのタッチが、物語を非常に面白いものにしている」と付け加えた。
初公開から30年近く経った1983年10月、ヒッチコックの遺産相続が確定した後、ロジャー・イーバートはユニバーサル・ピクチャーズによる再公開版をレビューした。イーバートは「最初から最後まで、非常にすっきりと整然とした筋書きで展開されるため、観客は自然と映画に引き込まれ、そして作品の中に入り込んでいく。映画を見るというよりは、まるで…まあ、隣人をスパイしているような感覚だ。ヒッチコックは最初から観客を罠にかける…そして、ヒッチコックは私たちをスチュワートの盗み見の共犯者に仕立て上げるため、私たちは物語に引き込まれていく。激怒した男がスチュワートを殺そうとドアから飛び込んでくる時、私たちもその光景を目撃していたため、その場から立ち去ることができない。だからこそ、罪悪感を共有し、ある意味では彼に相応しい報いを受けるに値するのだ」と評した。 1983年にこの映画を評してヴィンセント・キャンビーは「ヒッチコックの他の同等に見事な作品を超えるその魅力は、今もなお衰えていない」と書いている。

### 受賞歴
| 賞                                 | 部門                 | 対象者                     | 結果       |
| ---------------------------------- | -------------------- | -------------------------- | ---------- |
| 第27回アカデミー賞                 | 監督賞               | アルフレッド・ヒッチコック | ノミネート |
| 第27回アカデミー賞                 | 脚色賞               | ジョン・マイケル・ヘイズ   | ノミネート |
| 第27回アカデミー賞                 | 撮影賞（カラー部門） | ロバート・バークス         | ノミネート |
| 第27回アカデミー賞                 | 録音賞               | ローレン・L・ライダー      | ノミネート |
| 第8回英国アカデミー賞              | 作品賞               | 『裏窓』                   | ノミネート |
| 第20回ニューヨーク映画批評家協会賞 | 主演女優賞           | グレース・ケリー           | 受賞※      |

※『喝采』『ダイヤルMを廻せ!』の演技と合わせての受賞。

## メモ

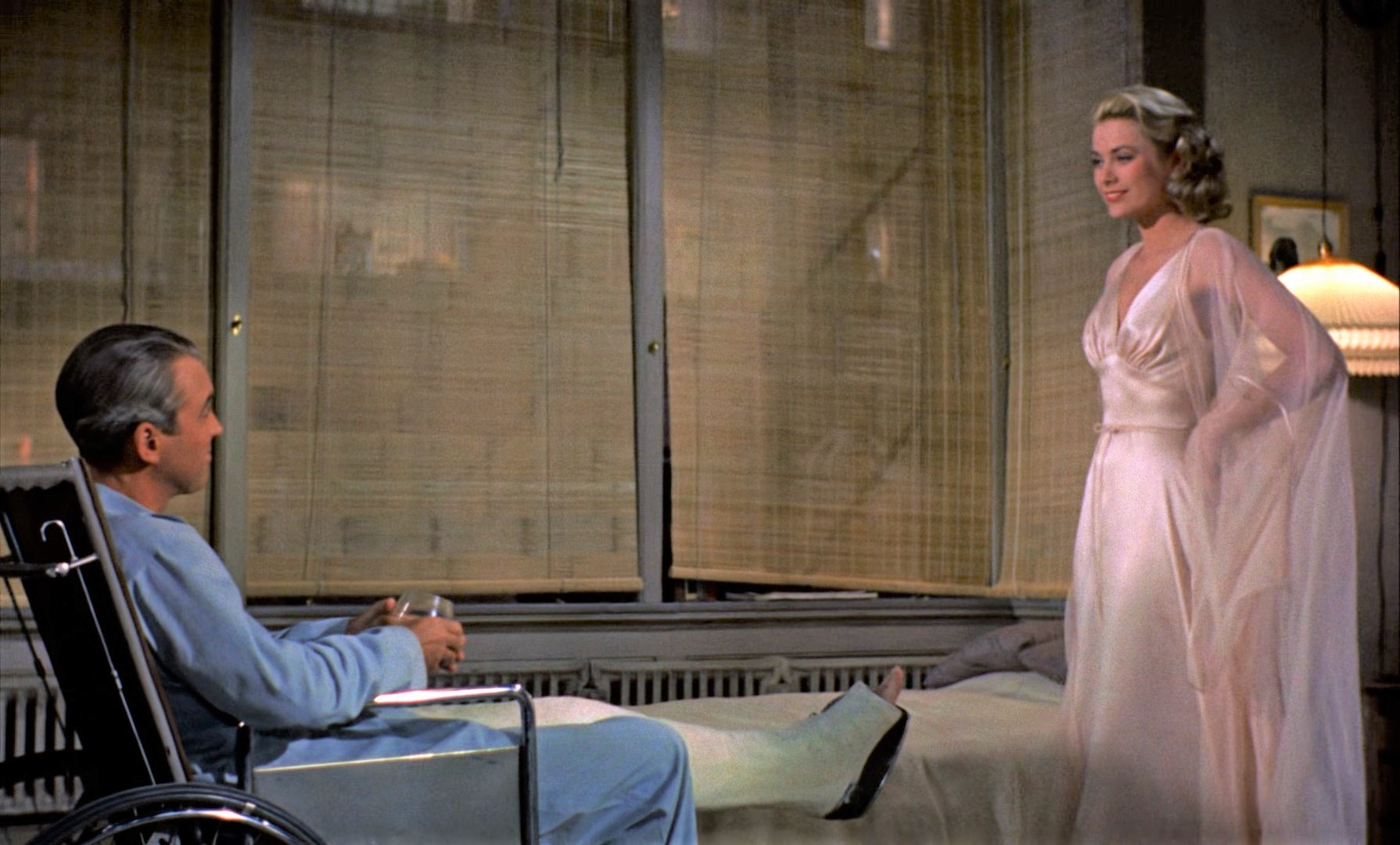
ジェームズ・ステュアート、グレース・ケリー

- 劇中、ほぼ全編にわたってカメラはジェフの部屋から出ない[注 1]。舞台劇のように場所を限定したサスペンス映画は、『救命艇』や『ロープ』でもヒッチコックが挑戦したテーマである。必ずしも成功したとはいえなかった前2作での反省を踏まえ、全編にわたって緊張感の持続する上質なサスペンスに仕上がっている。
- 主人公ジェフが窓から落下する場面はスタントマンを使わずスチュアート本人が演じているが、本当に落下した訳ではなく、ブルーマスク合成を利用した特殊撮影である。この撮影法は後年の『めまい』でも使われた。
- 本作は主人公とその部屋の窓から見えるアパートの住人たちの生活風景を全員が一斉に演じ、一連の流れの中での撮影が要求されたため、実在のアパートを借りてロケーションするのではなく「全編スタジオセット撮影」という方法が採用された。したがって窓の外にひろがる隣近所のアパート群との距離、見える角度、車道を通過する自動車の種類、台数、タイミングなど、全てが完璧に計算されたものとなっており、ヒッチコック作品の中でも特に作り込みの細かい作品である。
- 作中ではジェフが住むアパートの住所はニューヨーク市グリニッジヴィレッジの西9丁目125番地とされているが、西9丁目に125番地は存在しない。上述の通りスタジオに再現された中庭は、クリストファー通り125番地他の裏に広がる中庭（クリストファー通り、ハドソン通り、西10丁目に囲まれている）をベースにしたもので、実際の中庭の景観は今も殆ど変わっていない。
- ヒッチコックの他の作品と同様のパターンが随所に見て取れる。
  - ブロンドの活動的なヒロイン
  - 体制側の無理解（この作品でも刑事はラストシーンまで殆ど手助けをしてくれない）
  - コメディ・リリーフとなる老婦人（ここではリッター演じるステラ）
  - 最後のアクションの前にマクガフィン（ここでは女性が消えた理由）を明らかにしてアクションに観客を集中させる構成　…など
- アイリッシュによれば、著作権料として支払われたのはわずかに600ドルだったとのこと。ただしアイリッシュはその額よりも、ヒッチコックが自分の住所を知っているはずなのに映画の招待券を送ってこなかったと不満を漏らしている。
- 主人公が身に付けている腕時計はTISSOTである。

### ヒッチコックの出演シーン
- 隣のアパート最上階の作曲家の部屋に登場。ピアノの横で時計のネジを巻いている。

## リメイク
『裏窓』（うらまど、Rear Window）は、1998年に放送されたアメリカ合衆国のテレビ映画。コーネル・ウールリッチ（ウィリアム・アイリッシュ）の短編小説を原作とした1954年のアメリカ映画『裏窓』のリメイク作品である。

### 概要
1995年の落馬事故によって半身不随となったクリストファー・リーヴの俳優復帰作である。アルフレッド・ヒッチコック監督の映画『裏窓』の主人公が足を骨折したカメラマンであるのに対し、リーヴ演じる本作の主人公は事故によって四肢麻痺となった建築家と設定されている。主人公がリハビリテーションに取り組む場面はリーヴの実体験に基づいている。
撮影はニューヨーク州ホワイト・プレインズのバーク・リハビリテーション・センターや、ニューヨーク州ヨンカーズにあるオーチス・エレベータ・カンパニー社の倉庫などで行われた。

### キャスト
- ジェイソン・ケンプ：クリストファー・リーヴ
- クラウディア・ヘンダーソン：ダリル・ハンナ
- チャーリー・ムーア刑事：ロバート・フォスター
- アントニオ・フレデリックス：ルーベン・サンチャゴ＝ハドソン
- リーラ・ケンプ：アン・トゥーミー（英語版）
- ジュリアン・ソープ：リッチー・コスター（英語版）
- アイリーン・ソープ / アイリーンの妹：アリソン・マッキー

### 評価
エンターテインメント・ウィークリーのケン・タッカーは、「ジェイソンの酸素供給チューブが切断される場面では、リーヴが実人生で悲劇に見舞われているという背景によって真の恐怖がもたらされた。リーヴの演技は緩慢でぎこちないとはいえ、本作の問題点はリーヴの演技にあるのではない。エリック・オーヴァーマイヤーとラリー・グロスが台本を担当するテレビドラマにはしばしば混乱させられる。本作の制作陣は、オリジナル版でセルマ・リッターが演じたような精力的でクセのある脇役を用意すべきだったろう」と批評した。

### 受賞歴
| 賞                       | 部門                                                         | 対象者                       | 結果       |
| ------------------------ | ------------------------------------------------------------ | ---------------------------- | ---------- |
| ゴールデングローブ賞     | 男優賞（ミニシリーズ・テレビ映画部門）                       | クリストファー・リーヴ       | ノミネート |
| プライムタイム・エミー賞 | 音楽賞（作曲賞リミテッドシリーズ/テレビ映画/スペシャル部門） | デヴィッド・シャイア         | ノミネート |
| 全米映画俳優組合賞       | 男優賞（ミニシリーズ・テレビ映画部門）                       | クリストファー・リーヴ       | 受賞       |
| エドガー賞               | テレビ映画・ミニシリーズ部門                                 | ラリー・グロス               | ノミネート |
| エドガー賞               | テレビ映画・ミニシリーズ部門                                 | エリック・オーヴァーマイヤー | ノミネート |
| エドガー賞               | テレビ映画・ミニシリーズ部門                                 | コーネル・ウールリッチ       | ノミネート |

## 舞台
2015年10月22日から、アメリカコネチカット州のハートフォード・ステージにて、舞台化作品が上演された。キース・レディンが脚色を担当。主演のケビン・ベーコンはスチュワートの演じた役を務める。
相手役はメリンダ・ペイジ・ハミルトンが務める。役名はグロリアに変更され、映画版でグレース・ケリーが演じたリザ役にあたる。